# Смит, Хамилтон
Хамилтон Отанел Смит (англ. Hamilton Othanel Smith; род. 23 августа 1931, Нью-Йорк, США) — американский микробиолог, лауреат Нобелевской премии в области медицины и физиологии 1978 года.
Член Национальной академии наук США (1980).

## Биография
Хамилтон Смит родился 23 августа 1931 года в Нью-Йорке, где в то время его отец был аспирантом в Колумбийском университете. Окончил школу в городе Урбана (Иллинойс) и начал учиться в Иллинойском университете в Урбане-Шампейне, но в 1950 году перевёлся в Калифорнийский университет в Беркли, который и окончил в 1952 году по специальности математика. В 1956 году Смит получил медицинскую степень в Университете Джонса Хопкинса (школа медицины). В 1957—1959 годах служил в армии в Сан-Диего. В 1959 году начал работу в Госпитале Генри Форда (Детройт, Мичиган), где заинтересовался новой тогда наукой, молекулярной биологией.
В 1962 году пришёл в Мичиганский университет в Анн-Арборе, где вместе с Майроном Левиным (англ. Myron Levine) занимался исследованием фага P22 сальмонеллы (Salmonella Phage P22) и открыл ген, контролирующий прикрепление бактериофага, int. В 1967 году получил позицию в Университете Джонса Хопкинса. Майрон Левин в это время работал в Швейцарии с Вернером Арбером над явлениями рестрикции и модификации у бактерий. Смит также начал заниматься этими явлениями, в результате которых были открыты рестрикционные ферменты.
В 1978 году Хамильтон Смит, другой американский микробиолог Даниел Натанс и швейцарский микробиолог и генетик Вернер Арбер получили Нобелевскую премию по медицине и физиологии за открытие рестриктаз, широкое использование которых в молекулярной биологии фактически революционизировало эту науку.
Впоследствии он сыграл ключевую роль в секвенировании многих первых геномов в Институте геномных исследований и в секвенировании генома человека в проекте компании Celera Genomics, к которой он присоединился при её создании в 1988 году.
Позже он руководил группой в Институте Крейга Вентера, работающей над созданием синтетической бактерии Mycoplasma laboratorium. В 2003 г. эта же группа синтезировала геном бактериофага Phi X174. В настоящее время Н. Смит является научным руководителем частной компании Synthetic Genomics, основанной Крейгом Вентером в 2005 году для продолжения этих работ. Сейчас Synthetic Genomics работает над проблемой производства биотоплива в промышленных масштабах, используя рекомбинантные водоросли и другие организмы.

## Общественная деятельность
В 2016 году подписал письмо с призывом к Greenpeace, Организации Объединённых Наций и правительствам всего мира прекратить борьбу с генетически модифицированными организмами (ГМО).